# Charlene Meulenberg
Charlene Meulenberg (Zwolle, 9 september 1988) is een Nederlands zangeres.
Meulenberg, die haar voornaam als artiestennaam gebruikt, begon al op jonge leeftijd met zingen in een gospelkoor. In 2008 deed ze mee aan Idols 4 en eindigde achter winnares Nikki en Nathalie als derde.
Na diverse optredens met haar beide mede-idolsfinalisten tekende ze in 2009 bij Dox Records. Haar eerste single Take Me Away verscheen in mei 2009 en haar eerste album Charlene in november van dat jaar.
In september 2014 bracht ze met Falco Benz het nummer In This Thing uit. 19 februari kwam de single Those Nights uit.
Op 4 mei 2018 bracht ze samen met de Nederlandse trance DJ/producer Ferry Corsten en de Spaanse trance DJ/producer DIM3NSION (Borja Iglesias Touceda) het nummer Safe With Me uit op Ferry Corsten's Flashover Recordings label en wat ook het 2e nummer van Ferry Corsten's UNITY project was.

## Discografie

### Albums
| Album met eventuele hitnotering(en) in de Nederlandse Album Top 100 | Datum van verschijnen | Datum van binnenkomst | Hoogste positie | Aantal weken | Opmerkingen |
| ------------------------------------------------------------------- | --------------------- | --------------------- | --------------- | ------------ | ----------- |
| Charlene                                                            | 11-2009               | -                     | -               | -            |             |

### Singles
| Single met eventuele hitnotering(en) in de Nederlandse Top 40 | Datum van verschijnen | Datum van binnenkomst | Hoogste positie | Aantal weken | Opmerkingen                 |
| ------------------------------------------------------------- | --------------------- | --------------------- | --------------- | ------------ | --------------------------- |
| Take Me Away                                                  | 18-05-2009            | -                     | -               | -            |                             |
| Tell Me                                                       | 08-10-2009            | -                     | -               | -            | Soundtrack van Tirza        |
| Too Bright                                                    | 29-10-2009            | -                     | -               | -            | Nr. 27 in de Single Top 100 |
| Nothing Left                                                  | 30-03-2010            | -                     | -               | -            |                             |
| Those Nights                                                  | 19-02-2015            | -                     | -               | -            |                             |
| Safe With Me (met Ferry Corsten & DIM3NSION)                  | 04-05-2018            | -                     | -               | -            |                             |